# Браунштайнер, Гермина
Гермина Браунштайнер (нем. Hermine Braunsteiner, в замужестве Гермина Браунштайнер-Райан; 16 июля 1919, Вена, Австрия — 19 апреля 1999, Бохум, Германия) — надзирательница концентрационных лагерей во время Второй мировой войны. Основные преступления совершила, работая заместителем коменданта женской секции лагеря Майданек, где её прозвали «Топчущая кобыла». Стала первым нацистским преступником, экстрадированным из США в Германию. Находилась в заключении с 1981 по 1996 год. Умерла в 1999 году.

## Жизнь до войны
Родилась в Вене, в рабочей семье, исповедующей католицизм. Отец, Фридрих Браунштайнер, был водителем на пивоваренном заводе. Политикой не интересовался. Мать, Мария Браунштайнер, была прачкой. Гермина была высокой голубоглазой блондинкой. В школе отучилась лишь 8 лет. Хотела стать медсестрой, однако испытывала недостаток денежных средств, поэтому пошла в домработницы. С 1937 до 1938 работала в Великобритании в домашнем хозяйстве американского инженера. В 1938 Аншлюс сделал её гражданкой Германии: она возвратилась в Вену, но скоро переехала в Берлин, где нашла работу на авиационном заводе Хенкель.

## Равенсбрюк
Скоро Гермина пожелала стать тюремной надзирательницей (заработная плата у них была в четыре раза больше).
Начала обучение под руководством Марии Мандель 15 августа 1939 года как надзирательница (нем. Aufseherin — женский надзиратель или дежурный) в концентрационном лагере Равенсбрюк. После нескольких лет работы, из-за служебного конфликта с Марией Мандель, попросила о переводе.

## Майданек
16 октября 1942 года начала работать в лагере смерти Майданек, — в месте, где она совершила основные свои преступления.
В Майданеке её патологический садизм принял разнообразные формы.
Она участвовала в разделении женщин и детей, до того, как они посылались в газовые камеры, и нескольких женщин исхлестала до смерти.
Работая с другими надзирательницами, затаптывала женщин сапогами, получив прозвище «Топчущая кобыла» или «кобыла из Майданека» (нем. Stute von Majdanek). Заключенные считали её одной из самых жестоких надзирательниц.
В 1943 году Браунштайнер получила награду — Крест «За военные заслуги» 2-го класса.

## Возвращение в Равенсбрюк
В январе 1944 Гермина была отозвана назад в Равенсбрюк, поскольку Майданек начал эвакуироваться. Некоторое время работала надзирательницей в Гентине, где находилось отделение Равенсбрюка. Свидетели говорят, что она избивала заключенных плеткой, которую носила с собой.

## Первое тюремное заключение
7 мая 1945 году перед приходом советских войск, Браунштайнер сбежала из лагеря и сумела перебраться в Вену. Полиция Австрии арестовала её и передала британским оккупационным силам: с 5 июня 1946 года по 18 апреля 1947 года находилась в заключении у англичан. Затем австрийский суд в Граце (британская оккупационная зона Австрии) приговорил её к 3 годам заключения за преступления в концлагере Равенсбрюк (не в Майданеке). Была освобождена по амнистии в начале апреля 1950 года.
После освобождения работала на низкоквалифицированных работах в гостиницах и ресторанах.

## Замужество и эмиграция в США
Американский гражданин Рассел Райан (Russell Ryan) познакомился с ней, находясь в Австрии в отпуске. После этого они некоторое время жили в Канаде. Они поженились в октябре 1958 года, а в апреле 1959 года Браунштайнер въехала на территорию США. Стала американской гражданкой 19 января 1963 года.
Семья жила в Маспете (часть района Квинс, Нью-Йорк), где Гермина считалась прекрасной домохозяйкой и приветливой женщиной.

## Обнаружение
Охотник за нацистскими преступниками Симон Визенталь проследил её путь из Вены в канадские города, а из Канады — в США.
В 1964 году Визенталь сообщил газете «Нью-Йорк Таймс», что Браунштайнер, возможно, вышла замуж за человека по фамилии Райан и проживает в Маспете. Отыскать «миссис Райан» поручили Джозефу Лэливелду (Joseph Lelyveld), тогда ещё молодому репортёру.
Браунштайнер-Райан открыла ему дверь после второго звонка. Впоследствии Джозеф написал, что она произнесла: «Боже мой, я знала, что это случится. Вы пришли».
Гермина утверждала, что работала в Майданеке только год, из которого 8 месяцев находилась в больнице. «Моя жена, сэр, мухи не обидит, — сказал её муж. — На этой земле нет более приличного человека. Она сказала мне, что это был её долг, который она должна была выполнить. Это была „conscriptive service“ (обязательная служба, аналогичная службе по призыву)».

## Экстрадиция
Тем не менее 22 августа 1968 года американские органы возбудили процесс отмены гражданства Гермины Браунштайнер, так как при подаче документов на получение гражданства она скрыла факт осуждения за военные преступления.
Долго тянувшееся дело завершилось в 1971 году подписанием ею соглашения с судом: по нему она лишалась американского гражданства, зато избегала обязательной в таком случае депортации.
Тем временем прокурор Дюссельдорфа, ФРГ, начал расследование её деяний во время войны, и в 1973 году правительство Западной Германии сделало запрос об экстрадиции Браунштайнер, обвиняя её в содействии смерти 200 000 человек. Американский суд первоначально отвергал запрос, ссылаясь, в частности на то, что запрос носит политический характер и исходит от «внешних сил», что вторичное привлечение к уголовной ответственности невозможно и так далее.
В течение года Гермина и её муж присутствовали на заседаниях Окружного суда Квинса по её делу. Обвинение вызвало в суд оставшихся в живых заключенных концлагерей. Они описывали истязания и массовые издевательства в концлагерях.
1 мая 1973 году судья подал документы на утверждение Государственному секретарю США, и 7 августа 1973 года Гермина Браунштайнер стала первым нацистским преступником, экстрадированным из США в ФРГ.

## Судебный процесс вФРГ
В Дюссельдорфе Браунштайнер-Райан находилась под стражей до тех пор, пока муж не внёс залог.
Суд отверг её первоначальные доводы, что она не подпадает под немецкую юрисдикцию, поскольку была гражданкой Австрии, а не Германии, к тому же те преступления, которые ей вменяют, совершены вне территории Германии. Суд посчитал, что в то время она была гражданкой Германии, а самое главное — государственным чиновником, находящимся на госслужбе.
Одновременно с Браунштайнер обвинялись ещё 15 охранников Майданека, мужчин и женщин. Этот процесс стал третьим судебным процессом над охранниками Майданека (первый был в 1944 году, второй — в 1946—48 годах).
«3-й процесс Майданека» стал самым длительным и дорогим в истории Германии: он начался 26 ноября 1975 года и закончился 30 июня 1981 года (всего было проведено 474 заседания).
Один из свидетелей против Гермины свидетельствовал что она «хватала детей за волосы и бросала их в газовые камеры». Другой рассказал об обитых сталью сапогах, которыми она наносила удары заключенным.
Из-за недостаточности улик суд снял с Браунштайнер-Райан три статьи обвинения из первоначальных шести; в обвинительном заключении её признали ответственной за убийство 80 человек, соучастие в убийстве 102 детей и содействие в смерти 1000 человек. Её приговорили к пожизненному заключению — самому суровому наказанию среди других обвиняемых.
Осложнения после диабета, включая ампутацию ноги, привели к тому, что Гермина была освобождена в 1996 году. Она умерла 19 апреля 1999 года в городе Бохуме, Германия.

## Послесловие
После случая с Герминой Браунштайнер-Райан правительством США при Уголовном отделе Министерства юстиции был учреждён Отдел особых расследований. Его задача, в том числе — не допускать предоставление гражданства США военным преступникам.